# Hermann Adler (grand-rabbin)
Pour les articles homonymes, voir Hermann Adler et Adler.
Naftali Hermann Adler HaKohen CVO (30 mai 1839 – 18 juillet 1911) est le grand-rabbin de l'Empire britannique de 1891 à 1911. Succédant à son père, Nathan Marcus Adler, il hisse son poste à un degré d'importance et de dignité qu'il n'avait pas eu auparavant.